# Currie Cup 1956
La Currie Cup de 1956 fue la vigésimo sexta edición del principal torneo de rugby provincial de Sudáfrica.
El campeón fue el equipo de Northern Transvaal quienes obtuvieron su segundo campeonato.

## Participantes

### Fase Final
| Equipo             | Título            |
| ------------------ | ----------------- |
| Western Province   | Ganador Sección A |
| Natal              | Ganador Sección B |
| Northern Transvaal | Ganador Sección C |

### Semifinal
| 1956 | Western Province | 10 - 11 | Natal |  |  |

### Final
| 1956 | Natal Sharks | 8 - 9 | Northern Transvaal | Durban, |  |

### Campeón
| Bandera de Sudáfrica       |
| Campeón Northern Transvaal |
| Segundo título             |